# Tehuana
Tehuana, monotipski rod golavočika iz podtribusa Zinniinae, dio tribusa Heliantheae. Jedina vrsta je T. calzadae, jednogodišnja raslinja iz južnog Meksika (Oaxaca, Chiapas). 
Rod i vrsta opisani su 1996., izdanje 1997.

## Sinonimi
Nema.